# Paranais frici
Paranais frici är en ringmaskart som beskrevs av Hrabe 1941. Enligt Catalogue of Life ingår Paranais frici i släktet Paranais och familjen glattmaskar, men enligt Dyntaxa är tillhörigheten istället släktet Paranais och familjen Naididae. Arten är reproducerande i Sverige. Inga underarter finns listade i Catalogue of Life.